# Амбросій Параска Юхимівна
Пара́ска Юхи́мівна Амбро́сій (нар. 22 жовтня 1910, Задубрівка — пом. 1 жовтня 1997, Чернівці) — українська народна поетеса; член Спілки письменників України з 1950 року.

## Біографічні відомості
Народилася 22 жовтня 1910 року в селі Задубрівці (нині Заставнівський район, Чернівецької області, Україна) в бідній селянській сім'ї. Змалку залишилася сиротою. У п'ятирічному віці захворіла на дитячий параліч, залишилася інвалідом. Не могла ходити до школи, вчилася грамоти від рідних. З 1922 року почала вишивати, заробляючи на життя як надомниця.
У 1937 році брала участь у діяльності підпільної комсомольської організації. Тоді розпочала писати вірші. Перший вірш «Проти фашизму» був надрукований у робітничій газеті. Після приєднання Бессарабії та Північної Буковини до СРСР її вірші почала розміщувати обласна газета «Радянська Буковина».
Під час німецько-радянської війни, у період окупації буковини румуно-німецькими військами, за звинуваченням у підпільній роботі її ув'язнили до тюрьми у Чернівцях, а потім до Садгірського концтабору.
З 1945 року працювала бригадиром у вишивальних артілях імені Юрія Федьковича та «Червоний килим». Була обрана депутатом: у 1947 році (на кілька каденцій) Садгірської районної ради; у 1963 році — Кіцманської районної ради. З 1949 року працювала завідувачем бібліотеки в селі Задубрівцях. Член ВКП(б) з 1950 року. Була персональною пенсіонеркою. Померла в Чернівцях 1 жовтня 1997 року.

## Творчість
Під впливом фольклору, поезії Тараса Шевченка, Юрія Федьковича, Івана Франка складала власні вірші, коломийки, колядки . Широко розгорнула поетичну діяльність у післявоєнний період. Для її творів характерне широке використання народно-поетичних засобів. Авторка збірок поезій:
- «Буковинські співанки» (Київ, 1950, 1951);
- «На сонячній дорозі» (Київ, 1957);
- «Квітує моя Буковина» (Станіслав, 1960);
- «Степові квіти» (Київ, 1960);
- «Квіти з полонини» (Київ, 1965);
- «Наша пісня — доля наша» (Ужгород, 1967);
- «Самоцвіти» (Ужгород, 1970);
- «Проліски» (1976);
- «Сонячні вершини» (Ужгород, 1980);
- «Косарик» (Київ, 1986).

Багато її віршів перекладено мовами народів СРСР, зокрема білоруською, башкирською, удмуртською, чеською. Вони друкувалися також у канадських газетах «Українське життя» і «Українське слово». На її слова писали музику Богдан Крижанівський, Степан Сабадаш, Г. Шевчук.

## Вшанування
27 жовтня 2006 року Чернівецька міська рада ухвалила, що одна з нових вулиць міста (в масиві, відведеному під індивідувальну житлову забудову) буде вулицею імені Параски Амбросій.

## У мистецтві
Погруддя поетеси виконав скульптор Микола Ісопенко.